# ابن منظور
ابن منظور (630- 711 هـ / 1232- 1311 م) أديب ومؤرِّخ، وعالم عربي في الفقه الإسلامي واللغة العربية. من أشهر مؤلفاته معجم لسان العرب.

## ولادته ونشأته
ولد محمد بن مُكَرَّم بن علي أبو الفضل جمال الدين ابن منظور الأنصاري، في شهر المحرم عام 630هـ / 1232م، وقد اختُلف في مكان ولادته، فقيل بقفصة بتونس، وقيل بطرابلس بليبيا، وقيل بمصر. وهو من نسل رويفع بن ثابت الأنصاري، نشأ في بيئة علميّة وأدبيّة، فقد كان والده وجدُّه من العلماء المرموقين. بدأ دراسته في سنٍّ مبكِّرة، فحفظ القرآن الكريم وأتقن قواعد اللغة العربية. تميَّزت طفولته بأنها كانت ملأى بالدراسة والبحث ولا سيَّما في اللغة العربية وعلومها، وكان يقضي ساعات في القراءة وتدوين الملاحظات، عدا عن مشاركته في مجالس العلماء والاستماع لمناقشاتهم.
تَلْمَذ على يد عبد الرحمن بن الطفيل، ومرتضى بن حاتم، ويوسف المخيلي، وأبي الحسن علي بن المقير البغدادي، والعالم الصابوني. 

## وظائفه وعمله
خدم في ديوان الإنشاء بالقاهرة، ثم ولي القضاء في طرابلس.
أثرى المكتبة العربيّة بعدد من مؤلفاته القيمة، وأسهم في تطوير علم اللغة العربية، فكان من أوائل العلماء الذين جمعوا بين دراسة اللغة والأدب والتاريخ.
وصفه أبو حيَّان الأندلسي وهو صديقه، بقوله: «كان كثير النسخ ذا خطٍّ حسن». وقال عنه الصَّفَدي: «ما أعرفُ في كتب الأدب شيئًا من المطوَّلات إلا قد اختصره».
أُصيب بالعمى في أواخر سنوات حياته. 

## آثاره ومؤلفاته
عمل على اختصار وتلخيص عدد كبير من كتب الأدب المطولة، وقال عنه ابن حجر: «كان مغرى باختصار كتب الأدب المطوّلة»، ويقول الصفدي: «لا أعرف في الأدب كتاباً مطولاً إلا وقد اختصره، و قد أخبرني ولده قطب الدين أنه ترك بخطه خمسمائة مجلدة».
أشهر أعماله وأكبرها هو لسان العرب، عشرون مجلداً، جمع فيها أمهات كتب اللغة، فكاد يغني عنها جميعاً.
أهم مؤلفاته:
1. معجم لسان العرب في اللغة.
2. مختار الأغاني، وهو مختصر كتاب الأغاني للأصفهاني.
3. مختصر تاريخ بغداد للخطيب البغدادي في عشرة مجلدات.
4. مختصر تاريخ دمشق لابن عساكر، صدر عن دار الفكر بدمشق بتحقيق عدد من الباحثين منهم سكينة الشهابي، وإبراهيم الزيبق، وإبراهيم صالح.
5. مختصر مفردات ابن البيطار.
6. مختصر العقد الفريد لابن عبد ربه.
7. مختصر زهر الآداب للحصري.
8. مختصر الحيوان للجاحظ.
9. مختصر يتيمة الدهر للثعالبي.
10. مختصر نشوار المحاضرة للتنوخي.
11. مختصر الذخيرة للشنتريني.
12. أخبار أبي نواس.[3]

## وفاته
توفي ابن منظور في القاهرة، في شهر شعبان عام 711هـ / 1311م.